# Охвамекарі
Охвамекарі (груз. ოხვამეკარი) — село в Грузії.
За даними перепису населення 2014 року в селі проживає 391 особи.